# Tammar Luxoro
Tammar Luxoro (Genova, 11 febbraio 1825 – Genova, 25 novembre 1899) è stato un pittore italiano.

## Biografia
Si iscrisse all'Accademia Ligustica di Belle Arti nel 1842, dove frequentò i corsi del vedutista Domenico Pasquale Cambiaso. Nel 1849 fondò insieme ad altri la Società promotrice di belle arti, con l'obiettivo di far conoscere alla città artisti meritevoli e che ebbe un rilevante ruolo nella diffusione della scuola grigia.
Fu in contatto con artisti di diverse correnti, e si avvicinò in particolare alla pittura di paesaggio dello svizzero Alexandre Calame. Importante fu l'incontro con Antonio Fontanesi verso cui indirizzò anche i suoi allievi Alfredo d'Andrade ed Ernesto Rayper, che in seguito diedero vita con lui alla Scuola grigia genovese.
Le idee innovatrici di Tammar Luxoro, che voleva insegnare pittura "en plein air", si scontrarono con quelle conservatrici, classicheggianti di Giuseppe Isola, direttore della scuola accademica di disegno dal rilievo e dal nudo.
Nel 1874 Luxoro divenne direttore della Scuola di paesaggio dal vero, corso istituito presso l'Accademia Ligustica. 
Tammar Luxoro si occupò della tutela e del restauro dei monumenti storici genovesi, ricoprendo l'incarico di Regio Ispettore degli scavi e monumenti a Genova. Polemizzò con Giuseppe Isola che voleva la demolizione dell'avancorpo di Palazzo San Giorgio a Genova, ritenuto di ostacolo alla viabilità.

## Galleria d'immagini

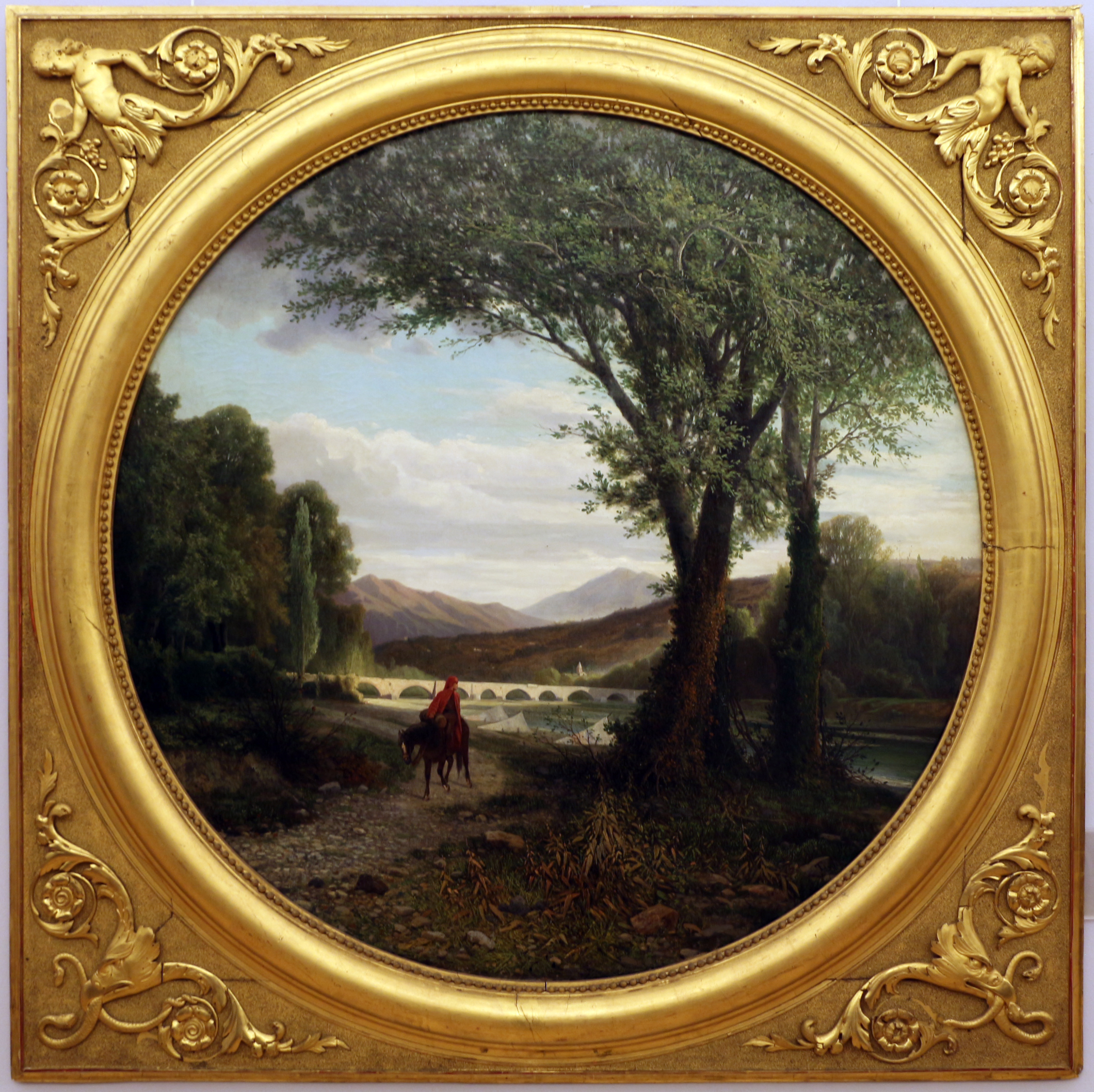
L'Entella, intra Siestri e Chiavari s'aduna una fiumana bella, 1863 Galleria d'arte moderna (Genova)
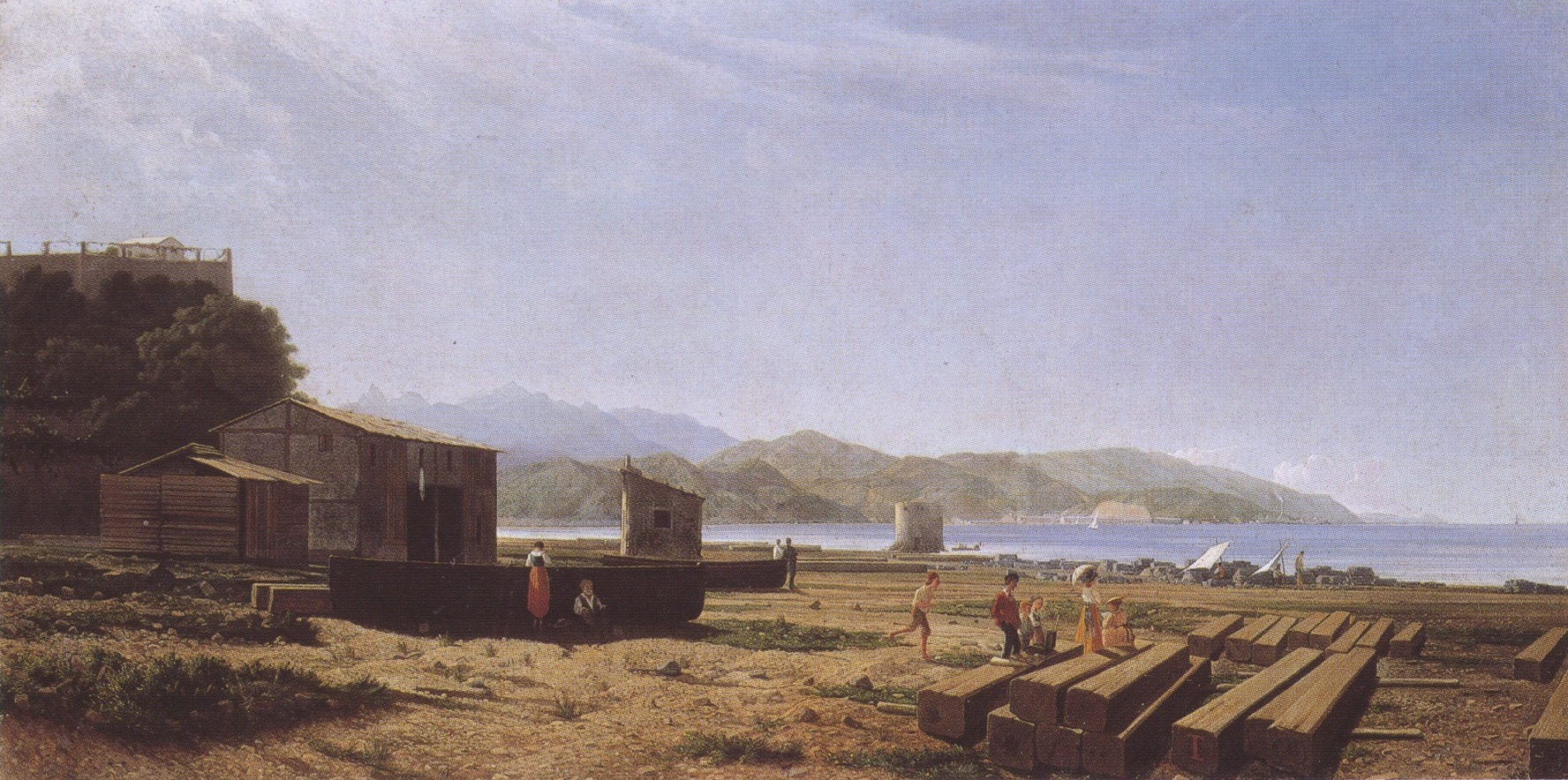
Il golfo di Spezia, 1864-1867
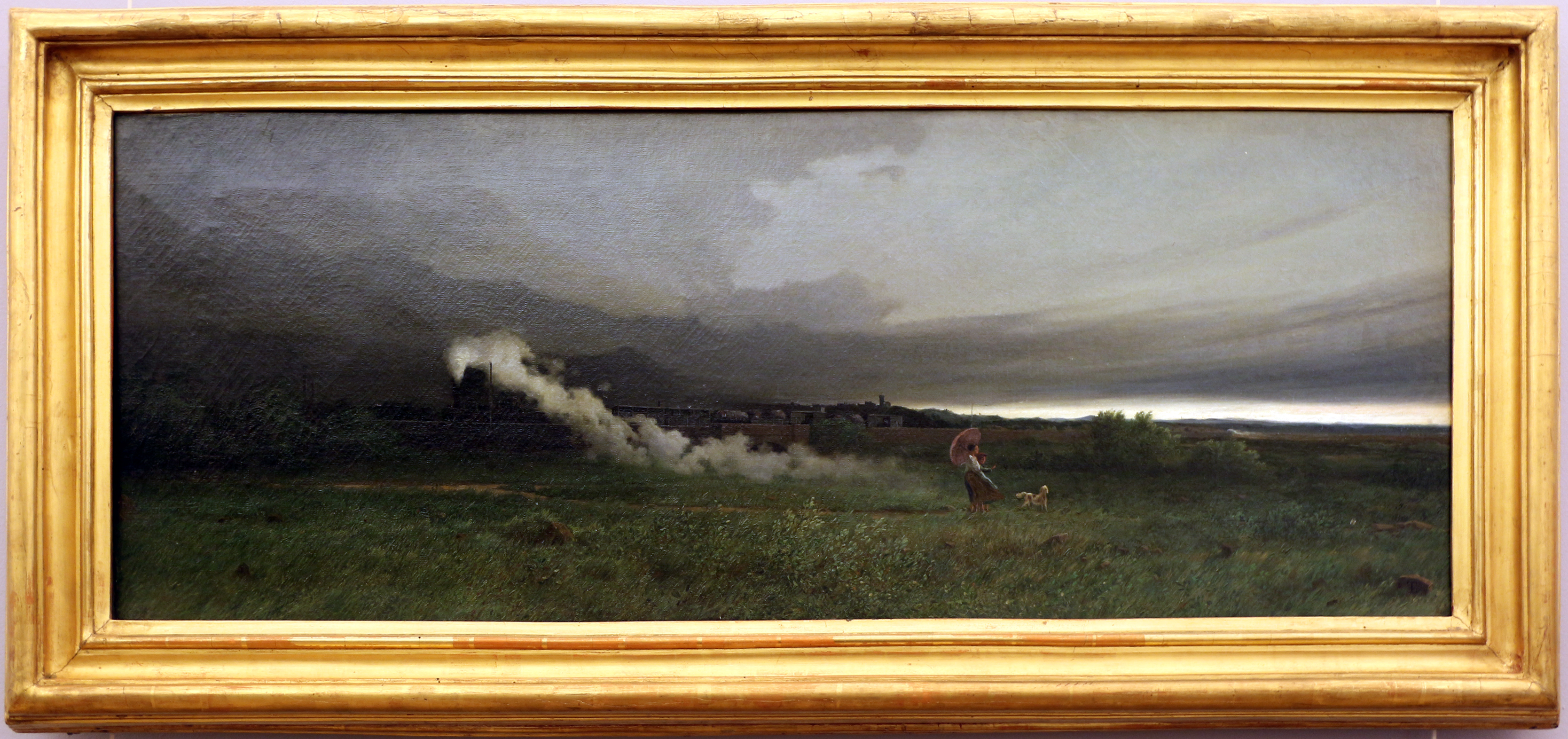
La via ferrata, 1889 Galleria d'arte moderna (Genova)
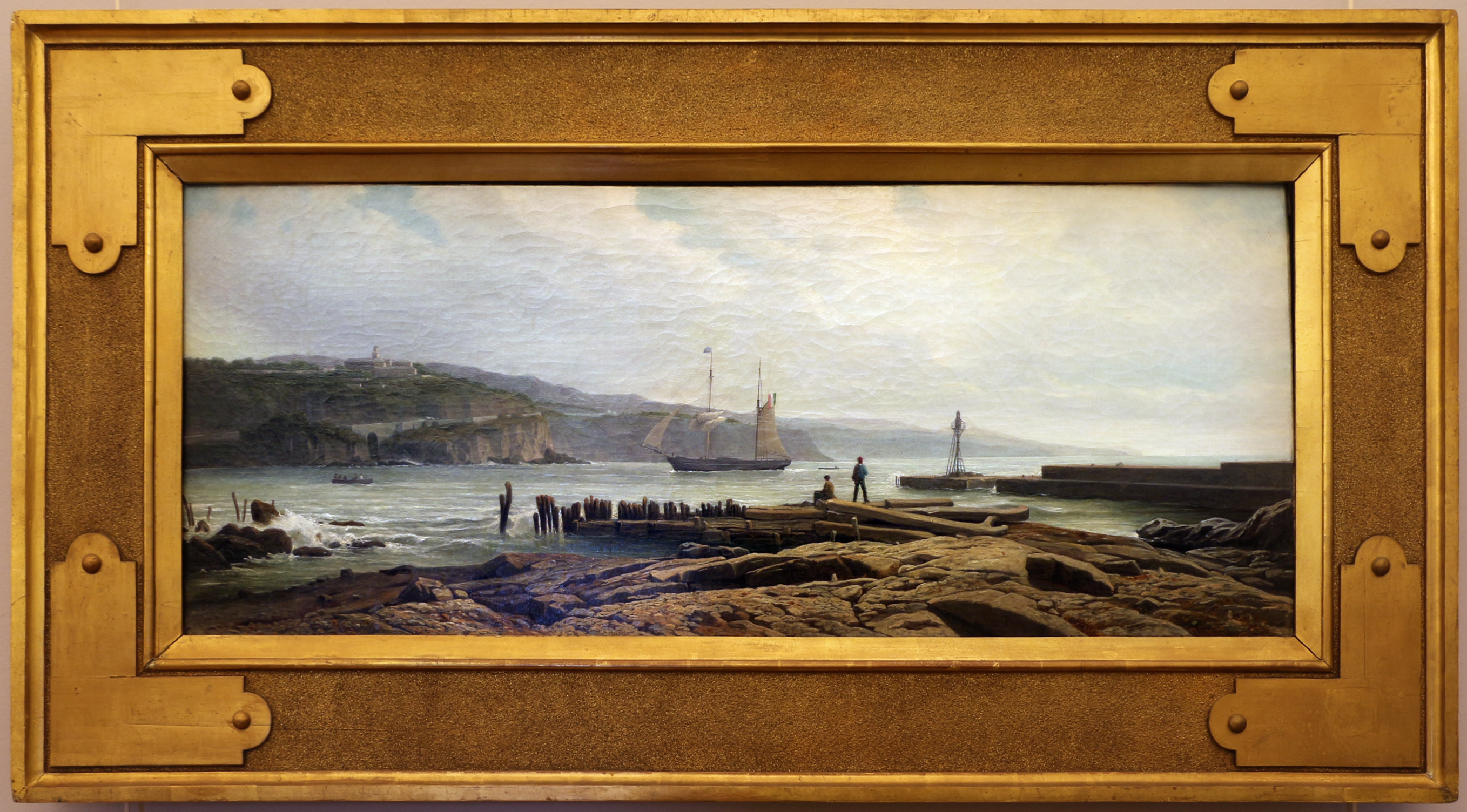
Il porto di Savona, 1899 Galleria d'arte moderna (Genova)